# Birgit Jürgenssen
Birgit Jürgenssen (* 10. April 1949 in Wien; † 25. September 2003 ebenda) war eine österreichische Fotografin und Zeichnerin.

## Leben und Leistungen
Jürgenssen wurde in Wien als zweites Kind in eine Arztfamilie geboren. Sie begann als Achtjährige in einem Schulheft Bilder nach Pablo Picasso zu zeichnen. Ihre Signatur „BICASSO Jürgenssen“ vereint den Namen des spanischen Meisters mit ihrem eigenen Namen. Mit 14 erhielt sie die erste halbautomatische Kamera und fotografierte fast ausschließlich kleine Gegenstände, die sie vorher selbst anfertigte. Während mehrmonatiger Frankreichaufenthalte lernte sie die französische Literatur kennen sowie das Theater von Antonin Artaud und die „inspirative Poesie“ des Surrealismus. In der Folge setzte sie sich mit der Psychoanalyse, der Philosophie des Strukturalismus, der Ethnologie von Claude Lévi-Strauss und den gesellschaftskritischen Diskursen ihrer Generation auseinander. Dieser geistige Horizont blieb für ihre Kunst bestimmend.
1967 wurde Birgit Jürgenssen ungewöhnlicherweise ohne Grundstudium in die Meisterklasse für Grafik von Herberth an der Hochschule für angewandte Kunst aufgenommen. Am 30. Juni 1971 beendete Jürgenssen mit der Diplomarbeit „zipfeln“ (eine Mappe mit 42 Zeichnungen) ihr Studium an der Hochschule für angewandte Kunst in Wien. Sie erhielt für ihre Diplomarbeit den Förderungspreis des Unterrichtsministeriums für Wissenschaft und Forschung und den Wolfgang-Hutter-Preis. Birgit Jürgenssen begann am 1. Oktober 1980 als einzige Lehrbeauftragte in der Meisterklasse Maria Lassnig an der Hochschule für angewandte Kunst. Diese endete am 30. September 1981. Am 1. März 1982 begann Jürgenssen ihre Lehrtätigkeit in der Meisterklasse von Arnulf Rainer an der Akademie der bildenden Künste Wien. Sie initiierte und etablierte den Unterricht für das Fach Fotografie und unterrichtete 20 Jahre an der Akademie.
Jürgenssen war Mitbegründerin der österreichischen Künstlerinnengruppe Die Damen und gehörte dem Quartett bis zu ihrem Tod 2003 in Wien an. Der Galerist Hubert Winter verwaltet den Nachlass der Künstlerin.

## Auszeichnungen
- 1994: Preis der Stadt Wien für Bildende Kunst
- 2014 wurde in Wien-Floridsdorf (21. Bezirk) der Jürgenssenweg nach ihr benannt

## Werke (Auswahl)
- 1974: Ohne Titel, Selbstfotografien
- 1974/1977: Selbst mit Fellchen, Farbfoto, 14,1 × 13,1 cm, Belvedere, Wien
- 1975: Hausfrauen-Küchenschürze, Fotografie
- 1975/2006: Jeder hat seine eigene Ansicht, Selbstporträt, Schwarzweißfoto, 40 × 30 cm, Belvedere, Wien
- 1976/2006: Ich möchte hier raus!, Selbstporträt, Schwarzweißfoto, 40 × 30 cm, Belvedere, Wien
- 1976: Stiefelknecht, Blei- und Farbstiftzeichnung

### Ausstellungen
- X X Kunsthal Charlottenborg, Kopenhagen, 1975.
- MAGNA. Feminismus: Kunst und Kreativität, Galerie nächst St. Stephan, Wien, 1975.
- LINEATUREN. Graphische Sammlung, Albertina, Wien, 1978.
- Birgit Jürgenssen, 10 Tage - 100 Fotos, Galerie Hubert Winter, 1981. (solo)
- Jack Tilton Gallery, New York, 1984. (solo)
- Birgit Jürgenssen, Graeme Murray Gallery, Edinburgh, 1988. (solo)
- THE AGE OF WOMEN, Judy Fox, Anne Tardos, Birgit Jürgenssen, Vicky Faust. Jack Tilton Gallery, New York, 1989.
- Birgit Jürgenssen, Mario Flecha Gallery, London, 1991. (solo)
- NEW ACQUISITIONS, An Exhibition of Artists Books and Multiples Art Metropole, Toronto, 1995.
- ELEMENTS, Austrian Paintings since 1980, Hugh Lane Municipal Gallery of Modern Art, 4 Rooms, Dublin, 1996.
- Birgit Jürgenssen, I met a stranger, Secession, Ver Sacrum Raum, Wien, 1996. (solo)
- Birgit Jürgenssen, Sooner or Later, TZ - Art Gallery, New York, 1997. (solo)
- Birgit Jürgenssen, Früher oder später, Landesgalerie, Oberösterreichisches Landesmuseum, Linz, 1998.
- Schuhwerk. Subversive Aspects of Feminism, MAK, Wien, 2004. (solo)
- ROLE PLAY, Feminist Art Revisited 1960–1980, Galerie Lelong, New York, 2007.
- Female Trouble. Die Kamera als Spiegel und Bühne weiblicher Inszenierungen, Pinakothek der Moderne, München, 2008.
- Wir sind Maske, Kunsthistorisches Museum, Wien, 2009.
- elles@centrepompidou. Artistes femmes dans les collections du Musée national d'art moderne, Centre Pompidou, Paris, 2010.
- Birgit Jürgenssen. McCAFFREY FINE ART, New York, 2013. (solo)
- SELF, MODEL, AND SELF AS OTHER. MFAH - The Museum of Fine Arts, Houston, 2013.
- BODY I AM: Birgit Jürgenssen, Ana Mendieta & Hannah Wilke. Alison Jacques Gallery, London, 2013.
- XL: 19 New Acquisitions in Photography. MoMA - The Museum of Modern Art, New York, 2013.
- Birgit Jürgenssen. Alison Jacques Gallery, London, 2013.(solo)
- Birgit Jürgenssen. Das Alphabet der Birgit Jürgenssen. Arbeiten aus den Jahren 1970–72. Galerie Hubert Winter, Wien, 2014. (solo)
- Gwangju Biennale 2014. Burning Down The House. Gwangju, Südkorea, 2014.
- Birgit Jürgenssen. Rankings. Galerie Hubert Winter, Wien, 2015. (solo)
- Feministische Avantgarde der 1970er Jahre. Sammlung Verbund. Kunsthalle Hamburg, 2015.
- Jürgenssenweg. Birgit Jürgenssen, Astrid Nylander & Stine Ølgod. Galerie Hubert Winter, Wien, 2016.
- Birgit Jürgenssen. Fergus McCaffrey, St. Barth, 2016.
- Identity Revisited. The Warehouse, Dallas, 2016.
- Prière de Toucher. Der Tastsinn der Kunst. Museum Tinguely, 2016.
- ICH. Schirn Kunsthalle, Frankfurt, 2016.
- Das imaginäre Museum. Werke aus dem Centre Pompidou, der Tate und dem MMK. Museum für Moderne Kunst, Frankfurt, 2016.
- Die zu sein scheint, die bin ich. Fotografien der 70er Jahre von Birgit Jürgenssen, Katherina Sieverding, Cindy Sherman und Francesca Woodman. Galerie Thomas Schulte, Berlin, 2016.
- Ungesehenes. Galerie Hubert Winter, Wien, 2017.
- Meret Oppenheim and Her Artist Friends. MASILugano, 2017.
- Pro(s)thesis. Akademie der bildenden Künste Wien, 2017.
- 2017/2018 Feministische Avantgarde der 1970er-Jahre aus der Sammlung Verbund, Wien, Zentrum für Kunst und Medien, Karlsruhe;[1] 2018/2019 Dům umění, Brünn, Tschechien[2][3]
- NEKYIA. NACHT SEH FAHRT - NIGHT SEE CROSSING. Galerie Hubert Winter, Wien, 2018.
- ICH BIN!, Kunsthalle Tübingen, 2018/19, Kuratorinnen: Natascha Burger und Nicole Fritz, ISBN 978-3-7913-5832-1
- Birgit Jürgenssen, Galerie Hubert Winter, Wien, 2019.
- Birgit Jürgenssen. Ich Bin / I Am. LOUISIANA Museum of Modern Art, 2019.
- Birgit Jürgenssen. Io Sono. GAMeC – Galleria d'Arte Moderna e Contemporanea Bergamo, 2019.
- Birgit Jürgenssen. Ich bin. Weserburg Museum für moderne Kunst Bremen, 2020.